# 貝塚市役所前車站
貝塚市役所前車站（日语：／ Kaizuka shiyakushomae eki */?）是屬水間鐵道水間線的車站，位於大阪府貝塚市畠中32-1。

## 車站構造
本站為側式月台1面1線的地面車站。無人站。

## 車站周邊
- 貝塚市役所
- 貝塚市立總合體育館
- 大阪府立貝塚高等學校
- 學校法人池田學園秋櫻高等學校

## 歷史
- 1967年7月10日：設站。

## 相鄰車站
水間鐵道
水間線
貝塚－貝塚市役所前－近義之里

## 相關題目
- 日本鐵路車站列表

1. ↑  大阪府統計年鑑（平成23年）PDF